# Rhinomastax
Rhinomastax is een geslacht van rechtvleugeligen uit de familie Euschmidtiidae. De wetenschappelijke naam van dit geslacht is voor het eerst geldig gepubliceerd in 1971 door Descamps.

## Soorten
Het geslacht Rhinomastax omvat de volgende soorten:
- Rhinomastax acutifrons Descamps, 1971
- Rhinomastax ambreana Descamps, 1971
- Rhinomastax rostrata Descamps, 1971